# Szent Günter
Szent Günter vagy Günther (vsz. Käfernburg, 955 k. – Prága közelében, 1045. október 9.) katona, bencés szerzetes.

## Élete
Boldog Gizellának, Szent István király hitvesének rokona volt, élete első 50 évében tanulatlan katona. 1006 februárjában lépett be a niederaltaichi bencés monostorba, vagyonáról pedig lemondott a göllingeni monostor javára. 1008-ban a szerzetesi közösség helyett a remeteséget választotta a bajorországi erdőkben. Missziós tevékenységre is vállalkozott Magyar- és Csehországban. Szent István valószínűleg Gizella királyné tanácsára hívta magyar földre Güntert. 1015-ben vagy 1016-ban jött először hazánkba. István király az ő kezdeményezésére alapította meg a bakonybéli remeteséget, ahová hét évre Szent Gellért is elvonult. Günter később, aggastyánként még II. Konrád tanácsadójaként működött. Kilencvenéves korában halt meg, 1045. október 9-én. Testét a Prága melletti Břevnov-kolostorban temették el.